# بويقة سن الكلب
بويقة سن الكلب (الاسم العلمي: Boiga cynodon) (بالإنجليزية: Dog-toothed Cat Snake)‏ هي نوع من الزواحف تتبع جنس البويقة من فصيلة الأحناش.